# Marcelo Machado
Pour les articles homonymes, voir Marcelinho.
Marcelo Machado, de son nom complet Marcelo Magalhães Machado Pereyra, également connu sous le nom de Marcelinho Machado, né le 12 avril 1975 à Rio de Janeiro, au Brésil, est un joueur brésilien de basket-ball. Il évolue aux postes d'arrière et d'ailier.

## Palmarès
- Champion des Amériques 2005 et 2009
- Finaliste du Championnat des Amériques 2001